# آلینا هوهانیسیان (سیاستمدار)
آلینا باگراتی هوهانیسیان (ارمنی: Ալինա Բագրատի Հովհաննիսյան؛ زادهٔ ۲۰ دسامبر ۱۹۴۲) یک  سیاستمدار اهل ارمنستان است که از تاریخ ۱۹۹۰ تا تاریخ ۱۹۹۵ سمت نمایندگی دوره اول شورای عالی جمهوری ارمنستان را برعهده داشت.

## زندگی‌نامه
در 	۲۰ دسامبر ۱۹۴۲ ‏در ارمنستان به دنیا آمد . 